# Roy Kayara
Roy Kayara (ur. 2 maja 1990) – nowokaledoński piłkarz grający na pozycji pomocnika. Od 2011 roku jest zawodnikiem klubu AS Magenta.

## Kariera klubowa
Karierę piłkarską Kayara rozpoczął w klubie Hienghène Sport. W 2007 roku zadebiutował w nim w pierwszej lidze nowokaledońskiej. W 2010 roku przeszedł do klubu AS Magenta.

## Kariera reprezentacyjna
W reprezentacji Nowej Kaledonii Kayara zadebiutował w 2008 roku. W 2012 roku wystąpił w Pucharze Narodów Oceanii 2012. Z Nową Kaledonią zajął drugie miejsce. Na tym turnieju strzelił dwa gole.